# Ministério da Defesa (Japão)

Logo da Ministério da Defesa Japonês

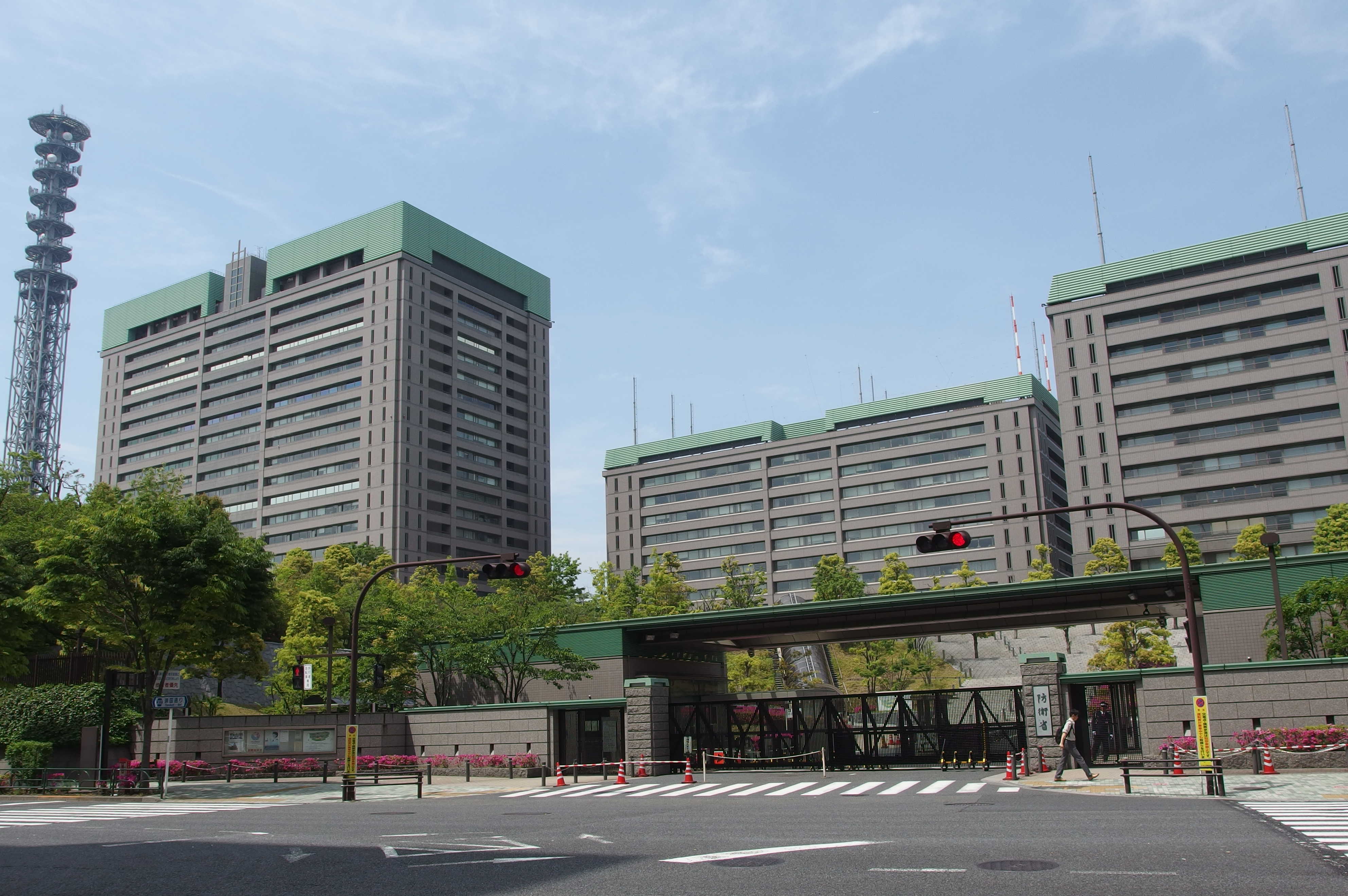
O quartel-general do ministério da defesa japonês.

O Ministério da Defesa (em japonês: 防衛省, transl. Bōei-shō) é um dos ministérios que compõem o gabinete do governo do Japão. Foi denominado 'ministério' oficialmente em 9 de janeiro de 2007, como resultado da lei promulgada em 15 de dezembro de 2006; antes disso era conhecido como a Agência de Defesa do Japão (防衛庁, Bōei-chō). Sua sede localiza-se em Shinjuku, Tóquio. É o maior órgão do governo japonês; em 2005 contava com 276.890 funcionários, incluindo 253.180 tropas em atividade.
O Ministério da Defesa, como um dos ministérios que formam o gabinete, é obrigado pelo artigo 66 da constituição japonesa a ser completamente subordinado à autoridade civil. Seu chefe, o Ministro da Defesa, é auxiliado por um vice-ministro sênior, dois secretários parlamentares, um vice-ministro administrativo, oito diretores-gerais, o chefe do estado-maior geral e os três chefes do estado-maior dos ramos.
A figura que ocupa o cargo mais alto na estrutura de comando é o primeiro-ministro, responsável direto pela Dieta. Numa emergência nacional, o primeiro-ministro tem autorização para colocar em ação os diverso componentes das Forças de Autodefesa, caso conte com o consentimento da Dieta. Em períodos de emergências extremas, esta aprovação pode até mesmo ser obtida após o fato ter ocorrido.